# Нормальні умови
Норма́льні умо́ви (скорочено н. у.) — значення тиску й температури, для яких заведено приводити результати фізичних і хімічних експериментів з метою спрощення порівняння між ними. IUPAC визначає нормальний тиск у 100,0 кПа і температуру 0 °C (273,15 К). Раніше IUPAC використовував значення тиску в одну атмосферу (101,3 кПа).
У різних галузях техніки існують свої окремі визначення нормальних умов експлуатації (випробувань) виробів.
Так, наприклад, NIST використовує температуру 20 ° C (293,15 K, 68 ° F) і абсолютний тиск 1 атм (14,696 psi, 101,325 кПа). Цей стандарт також називають нормальною температурою і тиском (скорочено NTP).